# الذئب في التراث الشعبي والأساطير والأديان

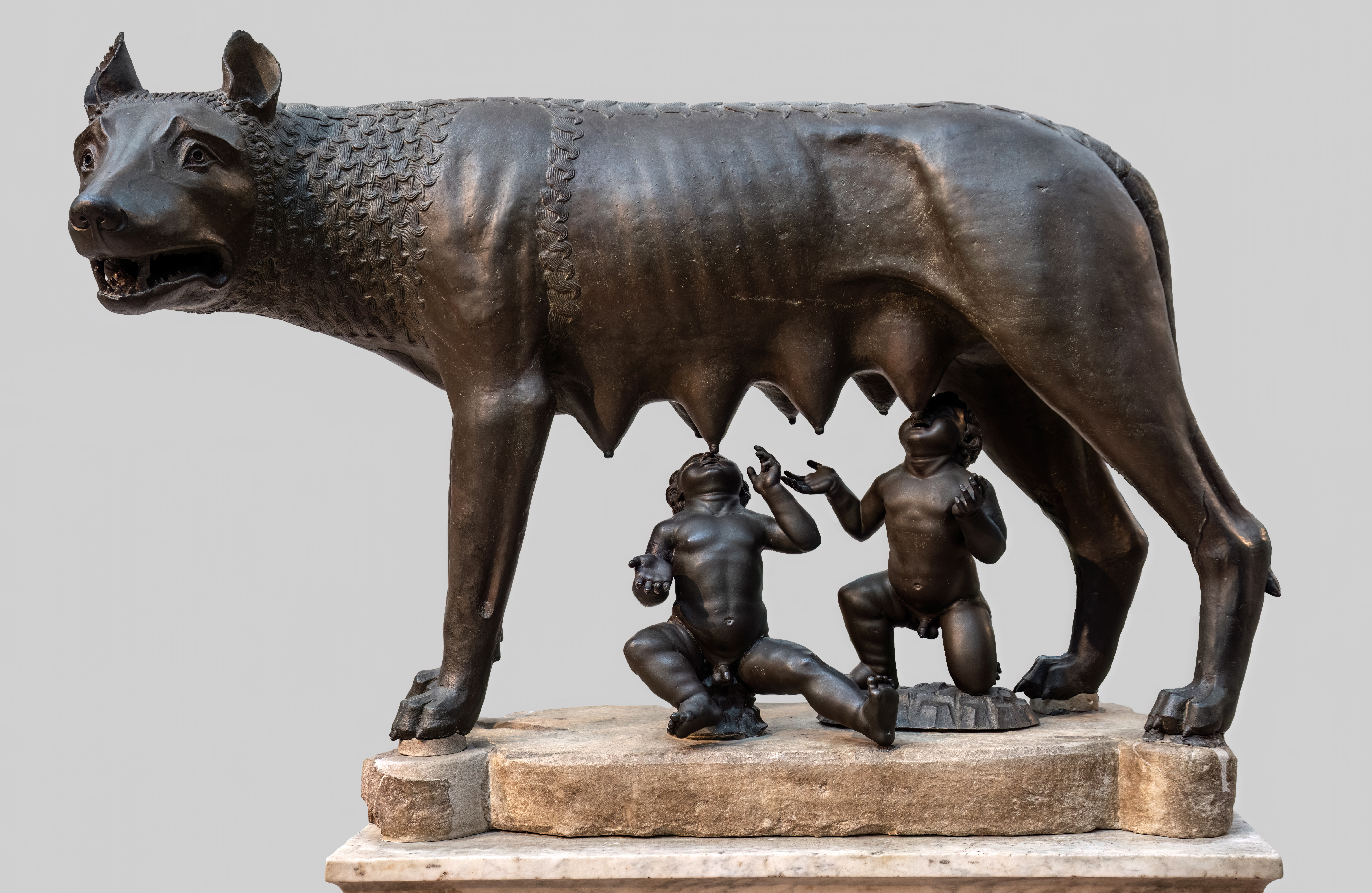
لوبا كابيتولينا

إن الذئب موضوع شائع في الميثولوجيات وعلوم الكونيات الأساسية للشعوب على امتداد أوراسيا وأمريكا الشمالية (ما يوافق الامتداد التاريخي لموئل الذئب الرمادي). السمة البديهية للذئب هي سجيته المفترسة، بالتالي يُقرَن بشدة بالخطر والدمار، ما يجعله رمزًا للمحارب من جهة، ورمزًا للشيطان من جهة أخرى. مجاز الذئب الضخم الخبيث تطوير لما سبق. يحمل الذئب أهمية عظيمة في ثقافات وديانات الشعوب البدويّة، في كل من السهوب الأوراسية والسهول الأميركية الشمالية.
رُبطت الذئاب في بعض الأوقات بالشعوذة في الثقافات الأوروبية الشمالية وبعض الثقافات الأميركية الأصلية معًا: في الفلكلور الشمالي، غالبًا ما تُصوّر الفولفا (الساحرة) هيندلا والعملاقة هيروكين ممتطيتان ذئابًا، بينما في ثقافة النافاجو، كان يُخشى من الذئاب لاعتبارها ساحرات في زيّ ذئاب. بصورة مشابهة، اعتقد شعب تشيلكوتين أن الاحتكاك بالذئاب يمكن أن يسبب مسّ الجنون والموت.

## الأكادية
يظهر واحد من أقدم الإشارات المكتوبة للذئاب السوداء في ملحمة غِلغامش البابلية، حيث يرفض الشخصية الاعتبارية فيها إيماءات الإلهة عشتار الجنسية، مذكرًا إياها بأنها قد حولت خليلًا سابقًا، راعٍ، إلى ذئب، أي حولته إلى الحيوان ذاته الذي تحتاج قطعانه الحماية منه.

## الهندوأوروبية
في الميثولوجيا الهندوأوروبية البدائية، يُفترض أن الذئب كان مقرونًا بفئة المحاربين، الذين كانوا «يتحولون إلى ذئاب» (أو كلاب) عند تأهيلهم. تجلى هذا في أوروبا العصر الحديدي في تصويرات التيركريغر (المحارب الحيوان) من المحيط الجرماني، وغيرها. إن النظرة العامة المقارنة القياسية بالنسبة لهذا الجانب من الميثولوجيا الهندية الأوروبية هي مككون (1987).

### البلطيقية
وفقًا للأسطورة، بدأ إنشاء العاصمة فيلنيوس الليتوانية عندما حلم الدوق الأكبر غيديمين بذئب حديدي يعوي قرب التل. كانت توصف الإلهة الليتوانية ميدينا على أنها عزباء وغير راغبة بالزواج، مع أنها صيادة شهوانية وجميلة. صُورت على أنها مستذئبة يرافقها حرس من الذئاب.

### الداقية
في كتابه من زالموكسيس إلى جنكيز خان، حاول ميرتشا إلياده منح أساس ميثولوجي لعلاقة خاصة مزعومة بين الداقيين والذئاب:
- ربما أطلق الداقيون على أنفسهم تسمية «الذئاب» أو «مثيلو الذئاب»،[6][5] ما يشير إلى أهمية دينية. [7]
- استقى الداقيون اسمهم من إله أو سلف أسطوري ظهر بهيئة ذئب.[7]
- أخذ الداقيون اسمهم من مجموعة من المهاجرين اللاجئين اللذين قدموا من مناطق أخرى أو من الخارجين عن القانون الشباب من شعبهم، الذين كانوا يتصرفون كالذئاب يتجولون بين القرى ويعيشون على النهب. كما كانت الحالة في مجتمعات أخرى، خضع أعضاء المجتمع الصغار هؤلاء لفترة تأهيل، ربما تصل إلى عام، عاشوا فيها حياة «الذئب».[8][7] بصورة مشابهة، أشارت القوانين الحيثية إلى اللاجئين الخارجين عن القانون بلفظة «ذئاب».[9]
- وجود شعيرة تمنح المرء القدرة على التحول إلى ذئب.[10] قد يكون هكذا تحول مرتبط إما بالاستذئاب ذاته، وهي ظاهرة منتشرة، لكنها موثوقة خصوصًا في إقليم البلقان – الكاربات،[9] أو بتقليد شعائري لسلوك الذئب ومظهره.[10] يُفترض أن شعيرة كهذه كانت تأهيلًا عسكريًا، ومن الممكن أنها كانت حكرًا على أخوية محاربين سرية (أو مينربوند).[10] كانوا يمثلون سلوك الذئب ليصبحوا محاربين هائلين، ويرتدون جلود ذئاب أثناء الشعيرة.[7] وُجدت آثار متعلقة بالذئاب باعتبارهم طائفة أو طواطم في هذه المنطقة منذ العصر الحجري الحديث، بما فيها مشغولات حضارة فينتشا: تماثيل ذئاب وتماثيل صغيرة بدائية واضحة تمثل راقصين يرتدون أقنعة ذئاب.[11][12] قد تشير الأغراض إلى طقوس تأهيل محارب، أو مراسم يضع فيها الشباب أقنعة الذئاب الموسمية خاصتهم.[12] إن عنصر وحدة المعتقدات حول المستذئبين والاستذئاب يقبع في تجربة التضامن الغامض السحرية – الدينية مع الذئب بكل الوسائل المستخدمة لتحقيقها. لكن للجميع أسطورة أصلية، حدث أساسي.[13][14]

### التركية و المنغولية
في الاساطير التركية يعرف الذئب في اسطورة ال أسينا حيث تقول الأسطورة Bozkurt Destanı أن أجداد الشعب التركي الأوائل كانوا يسكنون على الضفة الغربية من بحر الغرب، فهجم عليهم جيش من دولة تسمى“لين” وقاموا بقتل جميع الأتراك ما عدا صبي في العاشرة من العمر الذي وجده جنود دولة “لين” لكنهم لم يقوموا بقتله، بل أرادوا أن يذيقوا ذلك التركي الأخير أبشع أنواع العذاب قبل أن يموت، فقاموا بتقطيع ذراعيه وساقيه ورموه في أحد المستنقعات. بعد فترة وجدت ذئبة ذلك الفتى وحملته بأنيابها إلى أحد المغاور في جبال “الآلتاي” حيث البرد القارص والمرتفعات العالية التي يصعب الوصول إليها، كان هنالك سهل فسيح داخل تلك المغارة الممتلئة تماماً بالأعشاب والمراعي، لكن حدودها الأربعة كانت موصدة بجبالٍ شاهقة منيعة يصعب تجاوزها، وهناك وفي تلك المغارة بدأت الذئبة بلعق جروح الفتى وعلاجه، وبدأت ترضعه من حليبها وتصطاد له الحيوانات ليتغذى على لحمها. بعدما كبر الفتى، ودخل سن البلوغ، تزوج التركي الأخير من الذئبة، وأنجب هذا الزواج له عشرة أبناء، كبروا وبدؤوا ببناء العلاقات مع الخارج وتزوجوا من النساء، وبدء الأتراك بالتكاثر والانتشار، وبعد أن كثر عددهم أسسوا جيشاً هاجم دولة “لين” وقضوا عليها تماماً آخذين بذلك ثأر لأجدادهم، ثم أسسوا دولتهم من جديد، وقاموا بالسيطرة على من يجاورهم من دون أن ينسوا فضل تلك الذئبة على استمرار وجودهم.